# Daniel Revuz
Pour les articles homonymes, voir Revuz.
Daniel Revuz, né le 25 janvier 1936 à Paris 14 et mort le 17 mars 2025 à Maurepas, est un mathématicien français spécialisé en probabilités dont l'analyse fonctionnelle appliquée aux processus stochastiques. Il est l'auteur de plusieurs ouvrages didactiques ou de référence  sur le mouvement brownien,  les chaînes de Markov, ou les martingales. 

## Famille et enfance
Il est le fils d’André Revuz, mathématicien et didacticien de la discipline, et de Germaine Chazottes, agrégée en mathématiques, qui ont en tout six enfants. Il passe une partie de son enfance à Poitiers avant de suivre sa famille à Istanbul (Turquie), de 1945 à 1950, puis à Paris.

## Carrière

### Institutions
Diplômé de Polytechnique dans la promotion de 1956, il obtient son doctorat en 1969 à la Sorbonne sous la direction de Jacques Neveu et Paul-André Meyer. Il a brièvement dirigé  l'UFR de Mathématiques de l'Université Paris-Diderot et y a enseigné au Laboratoire de théorie des probabilités de l'Institut mathématique de Jussieu.

### Domaine de recherche
Il est le co-auteur d'une monographie de recherche avec Marc Yor sur les processus stochastiques et l'analyse stochastique (martingale locale). Cet ouvrage, Continuous Martingales and Brownian Motion, est considéré à sa sortie comme un livre de référence,, et même  comme « le » livre de référence pour les jeunes chercheurs en probabilité selon le Bulletin of the London Mathematical Society Il recueille un « succès phénoménal pour un livre de recherche mathématique », en raison entre autres de ses implications pour les mathématiques financières.  Le mouvement brownien y est successivement analysé comme relevant d'une martingale continue, d'un processus gaussien, d'un processus de Markov ou autre processus stochastique à accroissements indépendants relevant de la théorie des probabilités et l'ouvrage expose les différents outils d'analyse mathématiques en permettant l'exploration. L'accent mis dans le titre sur les martingales continues provient d'un extension des analyses à ce domaine en sus du mouvement brownien. Pour le mathématicien probabiliste Rick Durrett, sa richesse en fait « un livre de chevet » pour les professionnels des probabilités.
Dans les articles de 1970 issus de ses deux thèses de doctorat sur les « Mesures associées aux fonctionnelles additives de Markov ,», il établit une théorie de la correspondance une à une entre fonctionnelles additives de Markov positives (PCAF) et mesures associées.  Cette théorie et les mesures associées portent désormais son nom (correspondance de Revuz et mesures de Revuz).

## Publications
- (en) Daniel Revuz, Markov chains (ISBN 9780444864000, OCLC 1024403384) (première édition 1975, seconde édition 1984).
- (en) Daniel Revuz et Marc Yor, Continuous Martingales and Brownian Motion, vol. 293, Springer, coll. « Grundlehren der mathematischen Wissenschaften : A Series of Comprehensive Studies in Mathematics » (réimpr. 1994, 1999), 1, 2 et 3 éd. (1re éd. 1991), 533, 560 et 599 (ISBN 978-3-662-06400-9, OCLC 851385878, présentation en ligne) (réédité et mis à jour de 1981 à 2014 et publié en 3 langues).
- (en) Daniel Revuz et Marc Yor, Some Aspects of Brownian Motion : Part I: Some Special Functionals, Birkhäuser, coll. « Lectures in Mathematics », 1992, 136 p.
- Daniel Revuz, Mesure et intégration, Paris, Hermann, 1994 (réimpr. 1997), 212 p., 14 x 22 cm.
- (en) Daniel Revuz et Marc Yor, Some Aspects of Brownian Motion : Part II: Some Recent Martingale Problems, Birkhäuser, coll. « Lectures in Mathematics », 1997, 144 p.
- Daniel Revuz, Probabilités, Paris, Hermann, coll. « Méthodes », 1997, 300 p., 15 x 22 cm (ISBN 9782705663315).
- Jacques Azéma, Marie Kaplan-Duflo et Daniel Revuz, ANNALES DE L’I. H. P.,SECTIONB, vol. II, 1966, « Récurrence fine des processus de Markov », p. 185-220.
- Jacques Azéma, Marie Kaplan-Duflo et Daniel Revuz, Z. Wahrscheinlichkeitstheorie Werw. Geb., t. 8, 1967, « Mesure invariante sur les classes récurrentes des processus de Markov », p. 157-181.
- Jacques Azéma, Marie Kaplan-Duflo et Daniel Revuz, C. R. Acad. Sci. de Paris, t. 264, 1967, « Fonctionnelles additives des processus de Markov récurrents. », p. 1142-1145.
- Jacques Azéma, Marie Duflo et Daniel Revuz, ANNALES DE L’I. H. P.,SECTIONB, 1967 (lire en ligne), « Note sur la mesure invariante des processus de Markov récurrents », p. 397-402.
- Daniel Revuz, Didier Dacunha-Castelle et Morris Schreiber, Recueil de problèmes de calcul des probabilités, Paris, Masson et Cie, 1965 (réimpr. 1970).
- Revuz, D.,Mesures associées aux fonctionnelles additives de Markov. I.Trans. Amer. Math.Soc. 148 (1970), 501-531.
- Revuz, D.,Mesures  associées  aux  fonctionnelles  additives  de  Markov.  II.Z. Wahrschein-lichkeitstheorie und Verw. Gebiete 16 (1970), 336-344.